# Seznam naselij na Madžarskem (C)
Seznam naselij na Madžarskem (C).

## Seznam
| Ime                | Opis    | Županija               | Okrožje         | Prebivalstvo | Pošt. št. |
| ------------------ | ------- | ---------------------- | --------------- | ------------ | --------- |
| Cák                | vas     | Železna                | Kőszegi         | 267          | 9725      |
| Cakóháza           | vas     | Győr-Moson-Sopron      | Csornai         | 62           | 9165      |
| Cece               | vas     | Fejér                  | Sárbogárdi      | 2 806        | 7013      |
| Cégénydányád       | vas     | Szabolcs-Szatmár-Bereg | Fehérgyarmati   | 735          | 4732      |
| Cegléd             | mestece | Pešta                  | Ceglédi         | 38 048       | 2700      |
| Ceglédbercel       | vas     | Pešta                  | Ceglédi         | 4 548        | 2737      |
| Celldömölk         | mestece | Železna                | Celldömölki     | 11 553       | 9500      |
| Cered              | vas     | Nógrád                 | Salgótarjáni    | 1 246        | 3123      |
| Chernelházadamonya | vas     | Železna                | Csepregi        | 218          | 9624      |
| Cibakháza          | vas     | Jász-Nagykun-Szolnok   | Kunszentmártoni | 4 641        | 5462      |
| Cigánd             | vas     | Borsod-Abaúj-Zemplén   | Bodrogközi      | 3 225        | 3973      |
| Cikó               | vas     | Tolna                  | Bonyhádi        | 968          | 7161      |
| Cirák              | vas     | Győr-Moson-Sopron      | Kapuvári        | 644          | 9364      |
| Cún                | vas     | Baranja                | Siklósi         | 258          | 7843      |

## Legenda
Naselja, ki so označena z zvezdico (*), imajo različne poštne številke; tukaj navedena številka je najbolj pomembna.